# حاور زاور (مسلسل)
حاور زاور مسلسل كويتي فكاهي أنتج عام 1972. من بطولة عبد الحسين عبد الرضا و غانم الصالح و مريم الغضبان و محمد جابر و سعد الفرج 